# Evgeny Postny

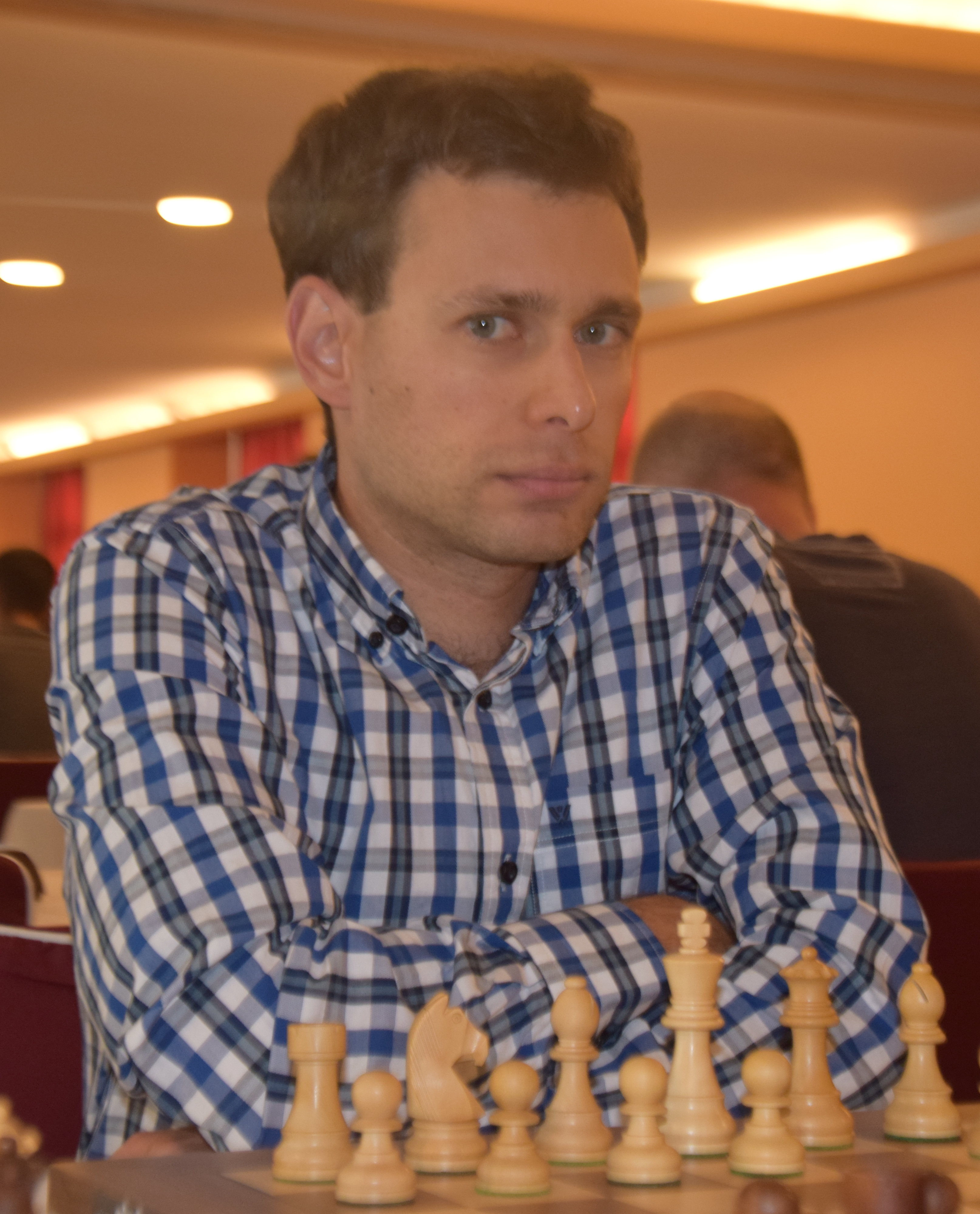
Evgeny Postny (2018)

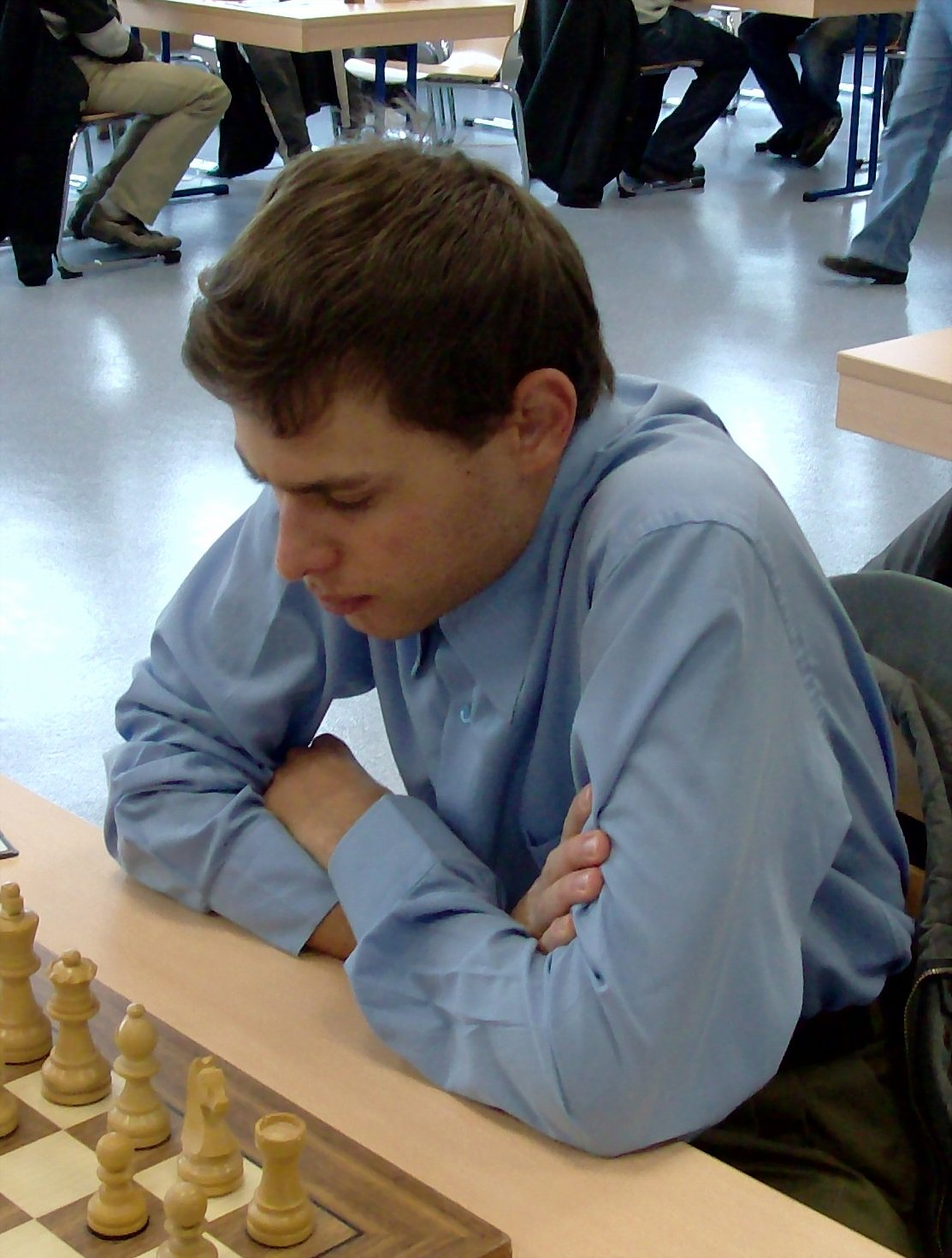
Evgeny Postny (2008)

Evgeny Postny (Hebreeuws: יבגני פוסטני) (Novosibirsk, 3 juli 1981) is een Israëlische schaker. Hij is sinds 2002 een grootmeester (GM). Postny was lid van het Israëlische team dat de zilveren medaille won op de Schaakolympiade van 2008. Hij nam in 2011 en 2013 deel aan de FIDE Wereldbeker.

## Eerste jaren
Evgeny Postny werd geboren in Novosibirsk, Zijn vader leerde hem schaken toen hij vijf jaar oud was. Op 8-jarige leeftijd begon hij deel te nemen aan toernooien, en kreeg direct succes. Als junior schaker, won hij het Russisch kampioenschap in de categorie tot 14 jaar en in internationale toernooien zoals het wereld- en Europees kampioenschap voor jeugd behaalde hij drie medailles:
- Litochoro (Griekenland) 1999, Europees schaakkampioenschap voor jeugd (categorie tot 18 jaar) - zilver
- Oropesa del Mar (Spanje) 1999, Wereldkampioenschap schaken voor jeugd (categorie tot 18 jaar) - brons
- Rio (Griekenland) 2001, Europees schaakkampioenschap voor junioren (categorie tot 20 jaar) - brons

In een tijdsbestek van twee weken won de 18-jarige Postny het Israëlisch schaakkampioenschap voor junioren (tot 20 jaar) 2001 en het Nationale Open kampioenschap, behaalde zijn eerste GM-norm en ontving een prijzengeld van in totaal $3,500.

## Internationale toernooien
Ook op seniorniveau was hij succesvol in internationale toernooien, met ongedeelde en gedeelde overwinningen in:
- Tel Aviv 1998
- Boedapest 2002 (First Saturday toernooi, gedeeld met Levente Vajda)
- Budapest 2002 (Elekes, gedeeld met Humpy Koneru)
- Balatonlelle 2003 (gedeeld met Mark Bluvshtein)
- Budapest 2003 (FST)
- 29 okt. t/m 6 nov. 2005: toernooi om het Beieren open, gehouden in Bad Wiessee; Postny werd met 7.5 pt. uit 9 gedeeld eerste met o.a. David Baramidze, Aleksandar Deltsjev en Leonid Kritz; na de tie-break was Aleksandar Deltsjev de winnaar; Postny eindigde op de tweede plaats.
- Stockholm, Rilton Cup 2005/6 (gedeeld met Normunds Miezis, Sergej Ivanov, Eduardas Rozentalis en Tomi Nybäck)[4]
- Metz 2006
- Dresden 2006 (gedeeld met Alexander Graf en Igor Khenkin)
- Ma'alot-Tarshicha 2008 (gedeeld met Ilya Smirin)[5]
- Nancy 2010[6]

Hij eindigde in 2015 als tweede bij het Internationale Open toernooi in Teplice, Tsjechië.

## Nationale teams
Postny maakte deel uit van het Israëlische nationale team bij Schaakolympiades, het WK landenteams en het EK landenteams. 
In 2008 maakte hij zijn debuut in het nationale team bij de 38e Schaakolympiade in Dresden, waar Israël de zilveren medaille behaalde. Dit was de eerste keer dat Israël een medaille won bij een Schaakolympiade.